# Klaus Fredenhagen
Klaus Fredenhagen (Celle, 1º dicembre 1947) è un fisico tedesco che si occupa degli aspetti fondazionali della teoria quantistica dei campi.

## Biografia
Klaus Fredenhagen è nato il 1º dicembre 1947 a Celle, una città tedesca della Bassa Sassonia. Si è dottorato nel 1976 all'Università di Amburgo sotto la supervisione dei fisici teorici tedeschi Gert Roepstorff e Rudolf Haag. Nel 1985 è diventato privatdozent e nel 1990 professore ordinario del secondo istituto di fisica teorica dell'università di Amburgo. Dal 2013 è professore emerito e continua ad essere attivo nella ricerca.

## Carriera Scientifica
I suoi interessi scientifici principali sono la teoria quantistica dei campi e in particolar modo la sua formalizzazione su spazi curvi. Nel 1981 ha provato l'esistenza delle antiparticelle nelle teorie quantistiche dei campi in presenza di campi massivi senza usare l'invarianza CPT. Nel 1990 assieme a Rudolf Haag ha contribuito alla comprensione della radiazione di Hawking dei buchi neri su basi matematiche rigorose. Nel 1994 in collaborazione con Sergio Doplicher e John E. Roberts, si è occupato dei fondamenti matematici della gravità quantistica a livello di struttura quantistica dello spaziotempo alla scala di Planck. Nel 1996 assieme a Romeo Brunetti ha lavorato alla generalizzazione su spazi curvi della procedura di rinormalizzazione di Epstein-Glaser delle teorie dei campi interagenti usando l'analisi microlocale. Attualmente si occupa insieme a Detlev Buchholz dello sviluppo di un nuovo approccio basato sulle C*-algebre per la costruzione rigorosa di teorie quantistiche dei campi interagenti.

## Premi e onorificenze
Nel 1987 Klaus Fredenhagen ha vinto il premio per la fisica dell'Accademia delle scienze di Gottinga e nel 1997 è stato Leibniz Professor all'Università di Leipzig. Nel dicembre 2017, in occasione del suo 70º compleanno, gli è stato dedicato il workshop Quantum Physics meets Mathematics tenutosi all'università di Amburgo.

## Opere

### Libri curati
- (EN) Klaus Fredenhagen, An Introduction to Algebraic Quantum Field Theory, in Romeo Brunetti, Claudio Dappiaggi, Klaus Fredenhagen e Jakob Yngvason (a cura di), Advances in Algebraic Quantum Field Theory, collana Mathematical Physics Studies, Springer International Publishing, 2015,  pp. 1-30, DOI:10.1007/978-3-319-21353-8, ISBN 978-3-319-21352-1.
- (EN) Romeo Brunetti e Klaus Fredenhagen, Quantum Field Theory on Curved Backgrounds, in Klaus Fredenhagen e Christian Bär (a cura di), Quantum Field Theory on Curved Backgrounds - concepts and mathematical foundations, collana Lecture Notes in Physics, vol. 786, n. 5, Springer, 2009,  p. 129, DOI:10.1007/978-3-642-02780-2_5, ISBN 978-3-642-02779-6, arXiv:0901.2063.

### Pubblicazioni scientifiche selezionate
- (EN) Sergio Doplicher, Klaus Fredenhagen e John E. Roberts, The quantum structure of spacetime at the Planck scale and quantum fields, in Communications in Mathematical Physics, vol. 172, n. 1, 1995,  pp. 187-220, DOI:10.1007/BF02104515, arXiv:hep-th/0303037.
- (EN) Sergio Doplicher, Klaus Fredenhagen e John E Roberts, Space-time quantization induced by classical gravity, in Physics Letters B, vol. 331, 1–2, 1994,  pp. 39-44, DOI:10.1016/0370-2693(94)90940-7.
- (EN) Romeo Brunetti, Klaus Fredenhagen e Rainer Verch, The Generally covariant locality principle: A New paradigm for local quantum field theory, in Communications in Mathematical Physics, vol. 237, 1–2, 2003,  pp. 31-68, DOI:10.1007/s00220-003-0815-7, arXiv:math-ph/0112041.
- (EN) Romeo Brunetti e Klaus Fredenhagen, Microlocal analysis and interacting quantum field theories: Renormalization on physical backgrounds, in Communications in Mathematical Physics, vol. 208, n. 3, 2000,  pp. 623-661, DOI:10.1007/s002200050004, arXiv:math-ph/9903028.
- (EN) Klaus Fredenhagen, On the Existence of Anti-particles, in Communications in Mathematical Physics, vol. 79, n. 1, 1981,  pp. 141-151, DOI:10.1007/BF01208291.
- (EN) Klaus Fredenhagen e Rudolf Haag, On the Derivation of Hawking Radiation Associated With the Formation of a Black Hole, in Communications in Mathematical Physics, vol. 127, n. 2, 1990,  pp. 273-284, DOI:10.1007/BF02096757.
- (EN) Derlev Buchholz e Klaus Fredenhagen, A C*-algebraic approach to interacting quantum field theories, in Communications in Mathematical Physics, vol. 377, n. 2, 2020,  pp. 947-969, DOI:10.1007/s00220-020-03700-9, arXiv:1902.06062.